# Левассёр, Рене
Рене́ Левассёр (фр. René Levasseur (de la Sarthe), 27 мая 1747 года, Сен-Круа, провинция Мэн, ныне департамент Сарта — 17 сентября 1834 года Ле-Ман административный центр департамента Сарта) — французский революционер, депутат Национального конвента с сентября 1792 по октябрь 1795 года. Врач и хирург-акушер по профессии, известный своими опубликованными работами по медицине, привлекшими внимание не только во Франции.

## Ранние годы и начало деятельности
Родился в состоятельной семье и получил медицинское образование. До революции работал хирургом-акушером в Ле-Мане. Дядя Левассёра по материнской линии, Дэвид ла Бросс, был богатым плантатором в Санто-Доминго и владел около 500 рабов. Бездетность дяди и близость с племянником обещали безоблачное будущее для молодого хирурга. Но именно это прямое знакомство с институтом рабовладения привело Левассёра к полному отрицанию рабства.
В 1790 году Рене Левассёр был избран в муниципалитет Ле-Мана, а в 1791 году в администрацию департамента Сарта. В это время он посещал клуб Миниме (фр. club де Minimes), где встречался с будущими представителями конвента Пьером Филиппо (1756—1794) и Этьенном-Франсуа Ле-Турнёром (1751—1817). Во время безвластия и беспорядков 1789 и 1790 годов, способствовал организации общественных работ в Ле-Мане, что снизило безработицу и общее состояние напряжённости и противостояния в обществе.

## Национальный конвент

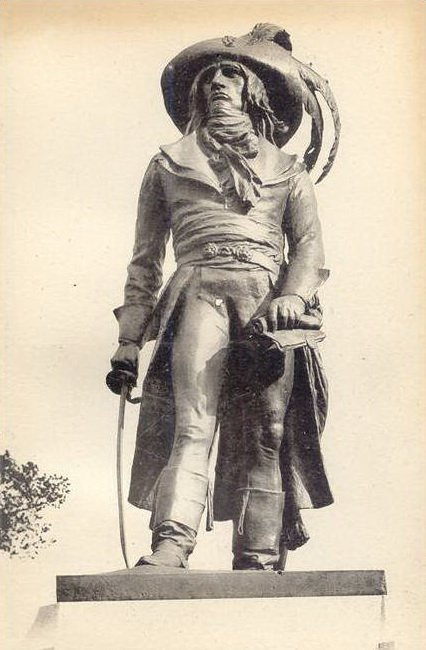
Статуя Рене Левассёра в Ле-Мане, 1911 год

7 сентября 1792 года Рене Левассёр избран в Национальный конвент от департамента Сарта большинством в 525 голосов избирателей. Вступил в Якобинский клуб и в конвенте присоединился к монтаньярам, радикальной части собрания. В голосовании о судьбе Людовика XVI 15 января 1793, голосовал за смерть, без апелляции или отсрочки.
Участвовал в обсуждении Конституции 1793 года. Являлся одним из принципиальных авторов закона об отмене рабства в колониях, принятого конвентом 4 февраля 1794 года (16 плювиоза II года). Во время обсуждения прав собственности и будучи в это время секретарём конвента отредактировал декрет, направленный против сторонников «аграрного» закона: «Национальный конвент назначает смертную казнь всякому, кто предложит аграрный или какой-либо другой закон, подрывающий земельную, торговую промышленную собственность». Поддерживает создание Революционного трибунала 9 марта 1793 года и является одним из последовательных противников жирондистов; поддержал восстание 31 мая и 2 июня 1793 года, утверждая, что закон требует, чтобы все депутаты, потерявшие доверие народа, должны быть помещены под арест, и что жирондисты потеряли это доверие из-за своей враждебности народу Парижа. «У нас требуют, — говорил он, — приказа о временном аресте двадцати двух, чтобы защитить их таким образом от народного гнева. Я настаиваю на том, что их следует арестовать окончательно, если они того заслужили. А они заслужили, и я сейчас вам это докажу». В длинной речи он перечисляет преступления, которые приписывают жирондистам, и прибавляет, что даже если они невиновны в этих преступлениях, то по крайней мере их подозревают в совершении их и, как подозреваемые, они должны быть судимы Конвентом на основании законов".
В качестве представителя Конвента Рене Левассёр часто направлялся в армейские части на севере и востоке Франции для реорганизации вооружённых сил республики и наведения порядка в наиболее угрожающих областях. Он был, например, с апреля по июль 1793 года в Арденнах. 6-8 сентября 1793 года в кровопролитной битве при Ондскоте французы разбили неприятельский корпус генерала Фрейтага и заставили спешно отступить ганноверскую, гессенскую и английскую армии. По мнению Манфреда битва была вьиrрана благодаря инициативе и решимости комиссаров Дельбреля и Левассёра. В 10 часов утра 8 сентября Гушар считал битву проигранной. Не будь депутата Дельбреля, он приказал бы отступать. Атака возобновилась. Депутаты Дельбрель и Левассёр вместе с генералами вели колонны на приступ. Под Левассёром была убита лошадь. В час пополудни Фрейтаг отступил .
Во время борьбы фракций зимой 1794 года выступал против дантонистов в защиту эбертистов; требовал освобождения Ронсена и Венсана. Матьез описывает накал дебатов в Якобинском клубе 3 нивоза: «Левассер из департамента Сарты произнес обвинительную речь против своего земляка Филиппо, которого обозвал лжецом и болтуном. Филиппо возразил ему в том же тоне». В преддверии 9 термидора, перед очередным отъездом в миссию как представитель конвента, был свидетелем раскола в правительстве: «Присутствовавший при этом споре Левассер (из департамента Сарты) утверждал, что объяснение имело очень бурный характер и постепенно перешло в общую ссору. Бийо и Колло снова назвали Робеспьера диктатором» . Вернувшись в Париж после термидорианского переворота, поддержал переворот, о чём впоследствии сожалел в изгнании . Верный своим принципам, оставался на скамьях монтаньяров в конвенте и пытался противодействовать наступившей термидорианской реакции. После восстания 12 жерминаля 1795 года Левассёр арестован термидорианцами и приговорён к ссылке в Гвиану. Но благодаря всеобщей амнистии 4 брюмера 1795 года освобождён и возвращается в родной Ле-Ман, где возобновляет свою врачебную практику.

## После реставрации
Во время реставрации в 1815 году Фуше включил Левассёра, почти семидесятилетнего к этому времени, в список цареубийц (фр. régicide). Левассёр был арестован и содержался некоторое время в тюрьме Кёльна, прежде чем уехать в изгнание. В 1815—1830 годах Рене Левассёр живёт в Нидерландах. Он был довольно успешен как врач и в 1819 году стал членом университета в Левене. В 1822 году он опубликовал в Брюсселе диссертацию по акушерству (фр. Dissertation sur la Symphyséotomie et sur l’enclavment: avec quatre figures en grandeur naturelle, Berthot, Brüssel 1822).
В 1829 году в Париже появился первый том мемуаров (фр. Mémoires де R. Levasseur (de la Sarthe) ex-conventionnel), за которым последовали ещё три тома. Мемуары вызвали настоящую сенсацию и широкое признание, как и негодование со стороны консервативных кругов. Тогда как враждебные по отношению к революции книги появлялись в большом количестве, воспоминания Левассёра были первой работой положительно оценивающей революцию, написанной с точки зрения одного из активных, решительных и последовательных её участников — якобинцев. Правительство Карла X  издало приказ о конфискации книги и подвергло издателей мемуаров штрафам за «возмущение принципов монархии и религии» (фр. outrageant les principes de la monarchie et la religion). Молодой Карл Маркс внимательнейшим образом изучал мемуары Левассёра и составил краткий конспект: «Борьба якобинцев с жирондистами».
После Июльской революции 1830 года Рене Левассёр вернулся во Францию. Умер на родине в Ле-Мане четыре года спустя.

## Память
- Бульвар в Ле-Мане носит его имя.

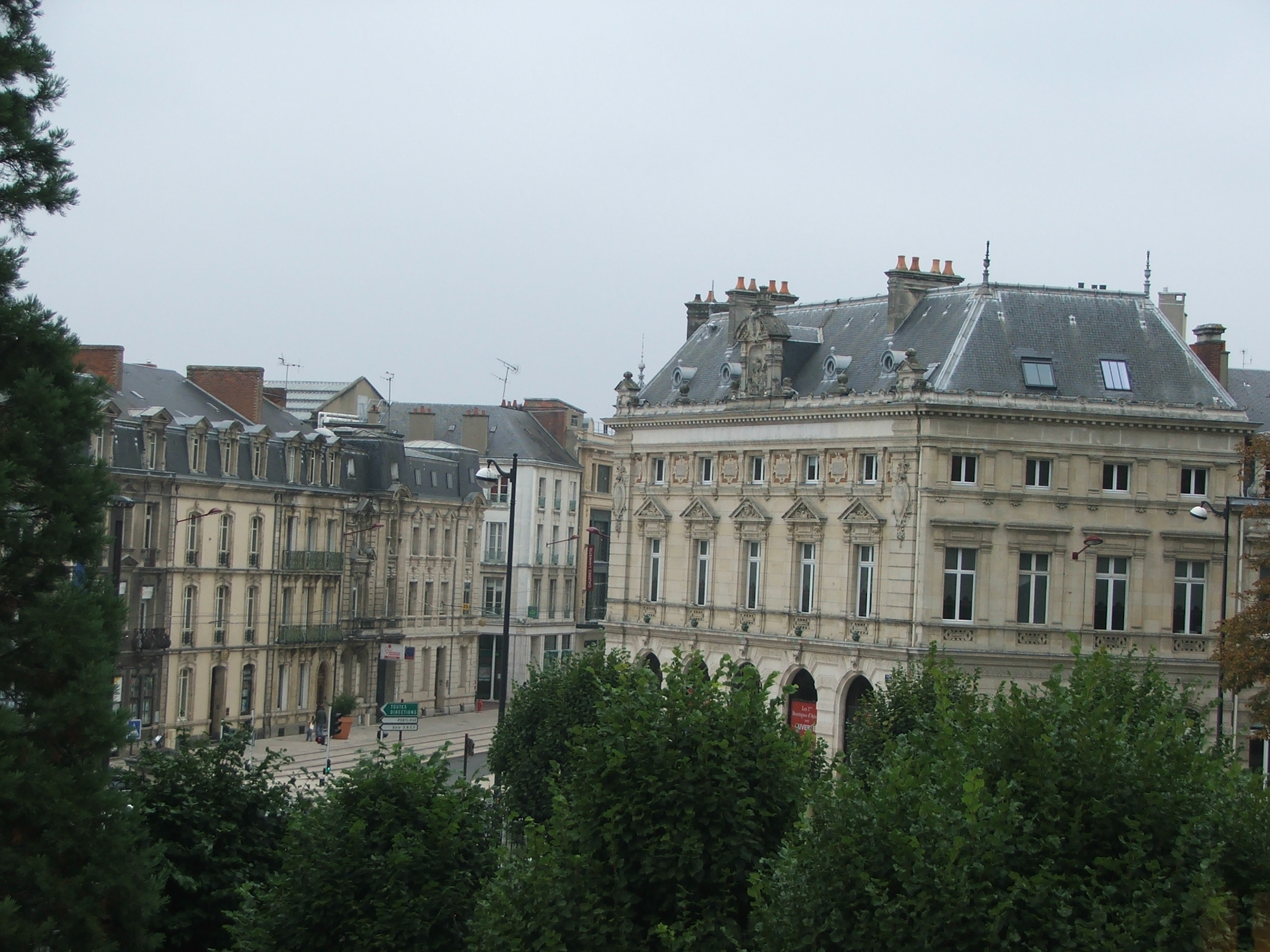
Бульвар Рене Левассёра в Ле-Мане

- В 1911 году бронзовая статуя Рене Левассёра была установлена перед префектурой Ле-Мана (в настоящее время площадь Аристида Бриана). Во время оккупации Франции во время Второй мировой войны  монумент был уничтожен[19].
- Обелиск, посвящённый ему установлен около центрального креста (так называемое большое кладбище) западного кладбища в Ле-Мане. Посещая Ле-Ман, немецкий писатель Эрнст Юнгер отметил этот памятник в своём дневнике по состоянию на 15 августа 1943 года[20].
- В 2015 году Ведомственные архивы Сарты организовали выставку Рене Левассёра в честь 220-й годовщины отмены рабства.

Жан Жорес так оценивает  идеи и принципы якобинца Левассёра:
«Будущее доказало правоту Левассёра и замечательного оптимизма Революции. Через сто лет после Революции, пройдя сквозь многочисленные бури и несмотря на массу ограничений, которых члены Конвента не предвидели и не желали, несмотря на частичные монархические и олигархические пережитки, утопия в целом стала фактом. Всеобщее избирательное право стало реальностью: демократия обрела во Франции свою нормальную политическую форму в виде Республики и медленно, но с уверенностью в необходимости свершений развивается в направлении социального равенства, которое упразднит привилегии и наследственную власть как в экономической, так и в политической областях. В основе веры Левассёра лежит не только пламенное стремление к политической свободе, но и социальный опыт человечества, мало-помалу освобождающегося от всех форм рабства и наконец достигшего „совершеннолетия"».-- Жан Жорес 